# Connie und Carla
Connie und Carla (Originaltitel: Connie and Carla) ist eine US-amerikanische Kriminalkomödie aus dem Jahr 2004. Regie führte Michael Lembeck; das Drehbuch schrieb Nia Vardalos, die auch eine der Hauptrollen übernahm.

## Handlung
Connie und Carla stammen aus einer Kleinstadt und sind seit ihrer Kindheit befreundet. Sie haben eine Musical-Karriere angestrebt, treten jedoch nur in schäbigen Engagements im Raum Chicago auf. Eines Tages müssen sie mit ansehen, wie ihr Chef wegen Drogengeschäften ermordet wird. Die Frauen fliehen nach Los Angeles, wo sie sich in einer Schwulenbar als Drag Queens ausgeben und engagiert werden. Zu ihren Kollegen gehört Robert, in dessen Bruder Jeff Connie sich verliebt.
Die Show wird bekannt, worauf die Frauen enttarnt werden. Die Auftragsmörder der Mafia tauchen während einer Vorstellung auf; sie werden jedoch mit Unterstützung der anderen Darsteller überwältigt. Das Publikum ist überzeugt, der Kampf gehöre zur Show. Connie und Carla offenbaren den Zuschauern, dass sie Frauen sind; Connie und Jeff werden ein Paar.

## Kritiken
David Rooney schrieb in der Zeitschrift Variety vom 12. April 2004, man brauche Chuzpe, um bei Billy Wilder und Blake Edwards Ideen auszuleihen. Collette spiele nuancierter, weise besseres Timing auf und sei erfolgreicher als Vardalos, die gleichwohl „lebhaft“ und „reizvoll“ spiele. Die Kameradschaft zwischen den beiden Darstellerinnen sei „ansteckend“.
Das Lexikon des internationalen Films bezeichnete den Film als „rasantes Possenspiel“, welches „sich nur für Momente mit tief schürfenden Reflexionen über Geschlechter- und Rollenverständnis, Schwulsein und Identitätssuche“ aufhalte und auf „wildes Slapstick-Treiben“ setze. Ihm gelinge jedoch „stets die Balance zwischen Subtilität und Klamauk“, da er auch wie eine „sympathische romantische Komödie voller Warmherzigkeit und Zuneigung für die erfrischend gespielten Figuren“ wirke.

## Auszeichnungen
Der Film erhielt im Jahr 2004 den Canadian Network of Makeup Artists Award.

## Hintergründe
Der Film wurde in Los Angeles, in Chicago und in Vancouver gedreht. Er spielte in den Kinos der Vereinigten Staaten ca. 8 Millionen US-Dollar ein und in den britischen Kinos ca. 334.000 Pfund Sterling. In Deutschland, Schweiz und Österreich brachte Fox Searchlight den Film nicht in den Verleih, und wurde im Mai 2005 direkt von Universal Pictures auf DVD veröffentlicht.